# Lill-Flogtjärnen
Lill-Flogtjärnen är en sjö i Älvdalens kommun i Dalarna och ingår i Dalälvens huvudavrinningsområde.